# Asadi Tusi
Abu Nasr Ali ibn Ahmed Asadi Tusi pripada krupnim iranskim epicima iz jedanaestog veka. Njegovo rodno mesto je Tus, isti onaj grad gde je rođen i znameniti iranski epski pesnik, Ferdosi.‍:pp. 184. Istina, Asadi nije uspeo da bude na nivou svog prethodnika.‍:pp. 529.
Nije zabeleženo dovoljno podataka o ranom početku njegova života i zato će se o tome teško moći razgovarati. Devletšah od Samarkanda u Tazkirat aš-šu’ara spominje jednu legendu o Asadijevom i Ferdosijevom druženju, prema kojoj je on Ferdosijev učitelj, od koga će, u zadnjim satima njegova života, Ferdosi zatražiti da sroči u stihove četiri hiljade Šahnaminih distihona. „Premda je ova legenda u potpunosti neosnovana, mogla je, upravo ona, biti razlog da istraživači kao što su Herman Ete (Ethe) i Edvard Braun (Edward Brown) iznesu mišljenje da su živela dva Asadija, otac i sin sa imenima Abu Nasr Ahmed ibn Mensur i poznati epik Ali.‍:pp. 148.
Ovakvi iskazi moraju biti opovrgnuti s obzirom na najstarije izvore o Ferdosijevom životu, u kojima se, nijednom, ne spominje da je Ferdosi učio pred Asadijem, ili bar pred učiteljem sa takvim imenom, s tim što kroz četiri hiljade distihona sa kraja Šahname nije proturano ništa što bi iole odskakalo od svih ostalih delova Šahname, a to će podvući da su, ipak, oni distihoni proishodili iz Ferdosijevog pera. Bilo kako, datum Asadijevog rođenja pred kraj desetog i početkom jedanaestog veka ponovo nas podseća na nemirnu situaciju u Horasanu koju su, najpre, morala da okarakterišu značajna politička previranja poput jačanja dominacije Seldžuka, te ponestajanja moći Gaznavidima. Usled tih dešavanja, ovaj pesnik odlazi iz istočnog Irana, iz Horasana, na zapad, u Azerbejdžan, gde će bivati počašćen naklonostima i poklonima nahdževanskih suverena, kao i šadadidskih vladara (1063–1110).‍:pp. 184–185.
Neki hronografi su pisali da Asadijevo poreklo potiče od iranskih padišaha‍:pp. 107., premda se to ne može potkrepiti nijednim autentičnim dokumentom; međutim, postoji verovatnoća da je Asadi povezan sa izvesnim arapskim plemenom, budući da su i ranije zapamćeni neki koji su bili poznati po tom imenu, ili će to, u najmanju ruku, pokazati da je pristajao uz pristalice ljubavi (vala’) prema neporočnim nosiocima sveegzistencijalnog starateljstva (valajat) i tako, poput teško prebrojljivih Iranaca, bivao pripisan arapskim plemenima‍:pp. 439.. Prema Hedajatu, 1072. godina je zabeležena kao datum Asadijeve smrti‍:pp. 107.

## Dela
Asadijevi spisi obuhvataju kaside u vidu razgovora (monazere). Ostavio je za sobom epski spev Garašasp-namu sa negde oko 9600 stihova, koja se nikako ne može porediti sa Šahnamom. U njegovom divanu nailazimo i na nekoliko u književnosti značajnih „diskusija“.‍:pp. 111.
Garšasb-nama je njegovo epsko delo i ispisano je u formi mesnevije. Njeni različiti primerci broje od sedam do deset hiljada distihona koji su sastavljeni u istom prozodičkom ritmu kao i Ferdosijeva Šahnama. Asadi je ovu poemu dovršio 1065. godine u ime nahdževanskog suverena, a proveo je, na to nam ukazuje sam on, tri godine u razvijanju distihona.‍:pp. 185.
Garšasb je junak iz Sistana, on je Narimanov stric i Rustamov predak. Priča o Garšasbu je načeta objašnjenjima o iznizanosti njegovih predaka, usled kojih će biti razotkriveno njegovo rodoslovlje, tako što će se izreći da je Džamšidu rođen sin po imenu Tur, pa Turu sin Asrat, koji će biti Garšasbov otac; i onda otpočinje da se razvija Garšasbova sudbina. On odlazi na duga i daleka putovanja u Turan, Afriku i Indiju gde se susreće sa najčudnijim doživljajima. Usred tih pustolovina uskrsavaju najbriljantniji reljefi ovoga dela – okršaj sa divovima, te pojava svih zapanjujućih scena u neokušavanim krajolicima, stvari koje nam, zapravo, predočavaju osećanja ondašnjih Iranaca prema udaljenim predelima‍:pp. 408.. Asadijev izvor pri sastavljanju Garšasb-name bila je Garšasb-nama u prozi od Abul-mu’ajida od Balha, pesnika i pisca iz desetog veka‍:pp. 247., koja izgleda da je utisnuta u Abu Mensurijevu Šahnamu‍:pp. 443.. Premda nemamo smelosti da uporedimo Asadijevu Garšasb-namu sa Ferdosijevom ipak, izražene osobenosti junačkih poema, koje će, na čemu je insistirao i žul Mol, moći da je učine identičnom onoj Sandbad-nami‍:pp. 58..
Ustvari, komponovanjem Garšasb-name Asadi je smerao da protura iskazivanja koja će, u neku ruku, odgovarati celini maestra Ferdosija, pa je, promišljajući usput Rustama, junaka iz Šahnaminih priča, dodavao Garšasbu uglačanije aspekte‍:pp. 246.. Neće to biti sve; naime, on se u onim pripovetkama, takođe, usredsređuje na davanje saveta, pre kojih je, uglavnom, na početku raznih odlomaka priče, izvodio udubljivanja u teološka razglabanja, kakva su promatranja monoteizma, stvaralačkog čina, pa začetka i eshatološkog kraja‍:pp. 447. Katkada, čak, preterane hiperbole, prekomerne deskripcije, te intelektualna i fantastična poređenja ugrožavaju epsku prirodu njegovog dela, gurajući ga da odiše u imaginativnom ambijentu tako blizu obzorja lirske književnosti; stoga Asadijevo delo neće moći da ostvari onoliku epsku prodornost koliku će prouzrokovati iščitavanje Šahname. Čini se da on, u svom epskom ostvarenju, nije ciljao drugo doli razvijanje jedne priče, odnosno osmišljavanje pripovetke, a to, nipošto, ne doseže ravan Ferdosijevog nacionalnog nauma u promicanju epike.‍:pp. 186.
Osim pesama, Asadi je ostavio za sobom rečnik poznat kao Logat-e Fors (Leksikon Persijanaca) koji je posebno značajan zato što je, najverovatnije, prvi rečnik persijskog-dari jezika, što će reći da se Asadi, pre svih drugih, zauzeo za ispisivanje jednog takvog dela. Rečnik je dovršen, nakon što je Garšasb-nama već bila ugledala svetlo dana, 1065. godine‍:pp. 249..
Abu Nasr Ali ibn Ahmed Asadi Tusi, priredio je ovaj leksikon na osnovu glasovnog redosleda poslednjih slova u svakoj reči. On je uložio veliki trud i za svaku reč naveo primer iz ranijih ili savremenih književnika. Zbog ove unikatne metode, veliki broj kasnijih leksikografa, posredno ili neposredno, koristio je leksikon Logat-e fors. Shodno tome, nije čudno što je uticaj Asadijevog lingvističkog poduhvata kristalno primetan i u mnogim persijskim rečnicima i leksikonima sačinjenim u sledećim periodima, u Iranu, Indiji i zapadnoj Anadoliji. Vrednost ovog leksikona mnogostruko je veća zbog toga što se u njemu citiraju retki i jedinstveni stihovi koji su često izostavljeni u poetskim zbirkama njihovih stihotvoraca, kao i stihovi pesnika od kojih nije sačuvano nijedno delo ni u jednoj referentnoj zbirci. ‍:pp. 589.